# Associazione Calcio Mantova 1962-1963
Questa pagina raccoglie le informazioni riguardanti l'Associazione Calcio Mantova nelle competizioni ufficiali della stagione 1962-1963.

## Stagione
Alla sua seconda stagione virgiliana il brasiliano Angelo Benedicto Sormani risulta ancora il miglior realizzatore con 13 reti.
In Coppa Italia la squadra biancorossa è stata estromessa al primo turno nel confronto con la Lucchese. In quel frangente la squadra toscana passò il turno baciata dalla sorte. Sul campo la gara terminò 1-1 dopo i tempi supplementari e non sono stati tirati i calci di rigore: la contesa è stata decisa dal sorteggio che premiò i toscani.

## Rosa
| N. |                   | Ruolo | Calciatore        |
| -- | ----------------- | ----- | ----------------- |
|    | Italia (bandiera) | P     | William Negri     |
|    | Italia (bandiera) | P     | Luciano Arbizzani |
|    | Italia (bandiera) | D     | Ermanno Tarabbia  |
|    | Italia (bandiera) | D     | Beniamino Cancian |
|    | Italia (bandiera) | D     | Giuseppe Corradi  |
|    | Italia (bandiera) | D     | Aurelio Gerin     |
|    | Italia (bandiera) | D     | Carlo Morganti    |
|    | Italia (bandiera) | C     | Gustavo Giagnoni  |
|    | Italia (bandiera) | C     | Dante Castellazzi |
|    | Italia (bandiera) | C     | Sergio Pini       |

| N. |                           | Ruolo | Calciatore               |
| -- | ------------------------- | ----- | ------------------------ |
|    | Italia (bandiera)         | C     | Luigi Simoni             |
|    | Italia (bandiera)         | C     | Renzo Longhi             |
|    | Svizzera (bandiera)       | A     | Anton Allemann           |
|    | Italia (bandiera)         | A     | Angelo Benedicto Sormani |
|    | Germania Ovest (bandiera) | A     | Rolf Geiger              |
|    | Italia (bandiera)         | A     | Italo Mazzero            |
|    | Italia (bandiera)         | A     | Ettore Recagni           |
|    | Italia (bandiera)         | A     | Pasquale Spinelli        |
|    | Italia (bandiera)         | A     | Mario Tomy               |

## Risultati

### Serie A

#### Girone di andata
| Mantova 16 settembre 1962 1ª giornata | Mantova          | 0 – 0 | Inter | Stadio Danilo Martelli\| Arbitro: \| Bonetto (Torino) \| |
| Arbitro:                              | Bonetto (Torino) |       |       |                                                          |

| Arbitro: | Genel (Trieste) |

|              |           |  |
| Giagnoni 50’ | Marcatori |  |

| Arbitro: | Roversi (Bologna) |

|               |           |  |
| Locatelli 58’ | Marcatori |  |

| Mantova 7 ottobre 1962 4ª giornata | Mantova          | 0 – 0 | Lanerossi Vicenza | Stadio Danilo Martelli\| Arbitro: \| Samani (Trieste) \| |
| Arbitro:                           | Samani (Trieste) |       |                   |                                                          |

| Arbitro: | Sbardella (Roma) |

|                                           |           |             |
| Stivanello 24’ Raffin 58’ Azzali 65’, 79’ | Marcatori | 18’ Mazzero |

| Modena 21 ottobre 1962 6ª giornata | Modena            | 0 – 0 | Mantova | Stadio Alberto Braglia\| Arbitro: \| Righetti (Torino) \| |
| Arbitro:                           | Righetti (Torino) |       |         |                                                           |

| Arbitro: | Angelini (Firenze) |

|                                |           |               |
| Sormani 16’ (rig.) Recagni 29’ | Marcatori | 43’ Fraschini |

| Arbitro: | Grignani (Milano) |

|                   |           |                         |
| Da Costa 31’, 74’ | Marcatori | 24’, 65’ (rig.) Sormani |

| Arbitro: | Rigato (Mestre) |

|           |           |  |
| Volpi 55’ | Marcatori |  |

| Arbitro: | De Robbio (Torre Annunziata) |

|  |           |         |
|  | Marcatori | 63’ Bui |

| Arbitro: | Roversi (Bologna) |

|                            |           |                 |
| Sani 56’ Rivera 64’ (rig.) | Marcatori | 24’, 43’ Geiger |

| Arbitro: | Lo Bello (Siracusa) |

|                        |           |  |
| Sormani 59’ Geiger 77’ | Marcatori |  |

| Arbitro: | Angonese (Mestre) |

|            |           |             |
| Simoni 58’ | Marcatori | 39’ Canella |

| Arbitro: | D'Agostini (Roma) |

|            |           |            |
| Petroni 8’ | Marcatori | 70’ Geiger |

| Arbitro: | Francescon (Padova) |

|                          |           |  |
| Siciliano 5’ Del Sol 47’ | Marcatori |  |

| Arbitro: | Genel (Trieste) |

|  |           |               |
|  | Marcatori | 16’ Lorenzini |

| Arbitro: | Angonese (Mestre) |

|                                   |           |                         |
| Giagnoni 74’ (aut.) Tamborini 89’ | Marcatori | 16’ Recagni 72’ Sormani |

#### Girone di ritorno
| Arbitro: | Francescon (Padova) |

|               |           |  |
| Facchetti 23’ | Marcatori |  |

| Arbitro: | Jonni (Macerata) |

|                                                                                         |           |             |
| Angelillo 7’ Menichelli 40’, 47’ Castellazzi 75’ (aut.) Orlando 79’, 88’ Manfredini 84’ | Marcatori | 10’ Sormani |

| Arbitro: | Lo Bello (Siracusa) |

|              |           |               |
| Allemann 23’ | Marcatori | 88’ Locatelli |

| Arbitro: | Sebastio (Taranto) |

|                                        |           |                        |
| Menti 23’ Vinicio 48’, 57’ Vastola 52’ | Marcatori | 13’ Geiger 79’ Recagni |

| Arbitro: | Babini (Ravenna) |

|                    |           |  |
| Sormani 86’ (rig.) | Marcatori |  |

| Arbitro: | Adami (Roma) |

|                                |           |  |
| Sormani 15’ (rig.) Recagni 78’ | Marcatori |  |

| Napoli 3 marzo 1963 24ª giornata | Napoli             | 0 – 0 | Mantova | Stadio San Paolo\| Arbitro: \| Angelini (Firenze) \| |
| Arbitro:                         | Angelini (Firenze) |       |         |                                                      |

| Arbitro: | Grignani (Milano) |

|  |           |                        |
|  | Marcatori | 82’ (aut.) Castellazzi |

| Arbitro: | Roversi (Bologna) |

|            |           |  |
| Simoni 59’ | Marcatori |  |

| Arbitro: | De Marchi (Pordenone) |

|                   |           |             |
| Massei 23’ (rig.) | Marcatori | 50’ Sormani |

| Arbitro: | Sbardella (Roma) |

|             |           |                                 |
| Mazzero 36’ | Marcatori | 13’ Benitez 64’ Rivera 79’ Sani |

| Genova 14 aprile 1963 29ª giornata | Genoa             | 0 – 0 | Mantova | Stadio Luigi Ferraris\| Arbitro: \| Roversi (Bologna) \| |
| Arbitro:                           | Roversi (Bologna) |       |         |                                                          |

| Arbitro: | Rigato (Mestre) |

|                                               |           |  |
| Hamrin 1’, 34’ Seminario 64’, 86’ Canella 82’ | Marcatori |  |

| Arbitro: | De Marchi (Pordenone) |

|                                             |           |              |
| Allemann 22’ Sormani 32’ (rig.) Mazzero 71’ | Marcatori | 80’ Benaglia |

| Mantova 5 maggio 1963 32ª giornata | Mantova          | 0 – 0 | Juventus | Stadio Danilo Martelli\| Arbitro: \| Jonni (Macerata) \| |
| Arbitro:                           | Jonni (Macerata) |       |          |                                                          |

| Arbitro: | Adami (Roma) |

|                          |           |                          |
| Renna 53’ Bulgarelli 63’ | Marcatori | 16’ Sormani 33’ Giagnoni |

| Arbitro: | De Marchi (Pordenone) |

|                                      |           |               |
| Mazzero 43’ Morganti 53’ Recagni 60’ | Marcatori | 27’ Brighenti |

### Coppa Italia

#### Primo turno
| Arbitro: | Cataldo (Reggio Calabria) |

|              |           |             |
| Ghiadoni 67’ | Marcatori | 30’ Recagni |

## Statistiche

### Statistiche di squadra
| Competizione | Punti | In casa | In casa | In casa | In casa | In casa | In casa | In trasferta | In trasferta | In trasferta | In trasferta | In trasferta | In trasferta | Totale | Totale | Totale | Totale | Totale | Totale | DR  |
| Competizione | Punti | G       | V       | N       | P       | Gf      | Gs      | G            | V            | N            | P            | Gf           | Gs           | G      | V      | N      | P      | Gf     | Gs     | DR  |
| ------------ | ----- | ------- | ------- | ------- | ------- | ------- | ------- | ------------ | ------------ | ------------ | ------------ | ------------ | ------------ | ------ | ------ | ------ | ------ | ------ | ------ | --- |
| Serie A      | 30    | 17      | 8       | 5       | 4       | 20      | 11      | 17           | 0            | 9            | 8            | 14           | 35           | 34     | 8      | 14     | 12     | 34     | 46     | -12 |
| Coppa Italia |       | -       | -       | -       | -       | -       | -       | 1            | 0            | 1            | 0            | 1            | 1            | 1      | 0      | 1      | 0      | 1      | 1      | 0   |
| Totale       |       | 17      | 8       | 5       | 4       | 20      | 11      | 18           | 0            | 10           | 8            | 15           | 36           | 35     | 8      | 15     | 12     | 35     | 47     | -12 |

### Statistiche dei giocatori
| Giocatore      | Serie A  | Serie A | Coppa Italia | Coppa Italia | Totale   | Totale |
| Giocatore      | Presenze | Reti    | Presenze     | Reti         | Presenze | Reti   |
| -------------- | -------- | ------- | ------------ | ------------ | -------- | ------ |
| A. Allemann    | 19       | 2       | 1            | 0            | 20       | 2      |
| L. Arbizzani   | 2        | -2      | -            | -            | 2        | -2     |
| B. Cancian     | 28       | 0       | 1            | 0            | 29       | 0      |
| D. Castellazzi | 19       | 0       | -            | -            | 19       | 0      |
| G. Corradi     | 20       | 0       | 1            | 0            | 21       | 0      |
| R. Geiger      | 24       | 5       | 1            | 0            | 25       | 5      |
| A. Gerin       | 7        | 0       | 1            | 0            | 8        | 0      |
| G. Giagnoni    | 32       | 2       | 1            | 0            | 33       | 2      |
| R. Longhi      | 4        | 0       | -            | -            | 4        | 0      |
| I. Mazzero     | 23       | 4       | 1            | 0            | 24       | 4      |
| C. Morganti    | 33       | 1       | 1            | 0            | 34       | 1      |
| W. Negri       | 32       | -44     | 1            | -1           | 33       | -45    |
| S. Pini        | 31       | 0       | -            | -            | 31       | 0      |
| L. Simoni      | 18       | 2       | 1            | 0            | 19       | 2      |
| E. Recagni     | 24       | 5       | 1            | 1            | 25       | 6      |
| A.B. Sormani   | 33       | 13      | -            | -            | 33       | 13     |
| E. Tarabbia    | 22       | 0       | 1            | 0            | 23       | 0      |
| P. Spinelli    | 2        | 0       | -            | -            | 2        | 0      |
| M. Tomy        | 1        | 0       | -            | -            | 1        | 0      |